# Ауслебен
Ауслебен (нем. Ausleben) — община в Германии, в земле Саксония-Анхальт.
Входит в состав района Бёрде.  Население составляет 1806 человек (на 31 декабря 2010 года). Занимает площадь 33,29 км².